# L'Orfeo
L'Orfeo, favola in musica, uma das primeiras obras catalogadas como ópera, foi composta por Claudio Monteverdi (1567-1643) sobre libreto de Alessandro Striggio, por ocasião do aniversário de Francesco Gonzaga. É estruturada em cinco atos precedidos de um  prólogo.
A sua ante-estreia foi na Academia degl'Invaghiti, em Mântua, em 22 de fevereiro de 1607, e a estreia foi no Teatro da Corte de Mântua, em 24 de de fevereiro de 1607. Foi publicada em Veneza, em 1609. Esta obra teve um papel cimeiro no desenvolvimento do gênero ópera visto que é a que mais se aproxima do modelo que se consagraria depois. É justamente considerada a primeira obra prima do gênero operático.

## Personagens
| Orfeu (Usou sua linda voz e sua música para resgatar sua amada no Tártaro)          | tenor    |
| Euridice (foi picada por uma serpente e foi para o Tártaro. Orfeu tenta resgatá-la) | soprano  |
| Apollo (pai de Orfeu)                                                               | barítono |
| Plutão (rei do Tártaro e deus do submundo)                                          | baixo    |
| Proserpina (rainha do Tártaro e esposa de Plutão)                                   | soprano  |
| O Espírito da Música (canta somente no prólogo)                                     | soprano  |
| Caronte (protetor da entrada do Tártaro)                                            | baixo    |
| Silvia (uma mensageira)                                                             | soprano  |
| Esperança                                                                           | soprano  |

## Sinopse
- Toccata da Ópera L'Orfeoⓘ

A ópera baseia-se no antigo mito helénico de Orfeu, que tenta resgatar sua amada Euridice no Tártaro, onde governa Hades.

### Prólogo
O "Espírito da Música" explica o poder da música, e especificamente o poder de Orfeu, cuja música é tão poderosa que é capaz de mudar a atitude dos próprios deuses.

### Ato I
Orfeu e Euridice comemoram a chegada do dia do casamento

### Ato II
Orfeu recebe a terrível notícia de que Euridice havia morrido com a picada de uma serpente, decidindo ir até o Tártaro para poder resgatar a sua amada. Ele fala como a felicidade humana é passageira. O coro final termina com um lamento fúnebre.

### Ato III
Esperança acompanha Orfeu à entrada do Tártaro. Orfeu encontra Caronte, o guardião do Tártaro e barqueiro do rio Estige, que o atravessa após ouvir uma canção pungente e emocionada de sua lira.  A canção da lira também adormece Cérbero, o cão de três cabeças guardião dos portões do Tártaro permitindo que Orfeu passe por ele.

### Ato IV
Prosérpina, a rainha do Tártaro e esposa de Plutão, é comovida pela música de Orfeu e, com isso, Plutão, rei do Tártaro, deixa Eurídice ir. Mas Plutão só a libera com uma condição: que Orfeu não olhe para trás onde segue Eurídice. Plutão libera a amada de Orfeu. Assim Orfeu e sua amada Eurídice se retiram do Tártaro, para irem para a Terra, mas num momento de fraqueza humana, Orfeu olha para trás e vê o ombro de Eurídice. Então, sem tempo para começar a olhar o rosto de Eurídice, ela é fulminada e volta como fantasma para o Tártaro.

### Ato V
Orfeu é consumido pela dor, e Apollo, o seu pai, vem do céu para levar seu filho, onde lá ele poderá ver para sempre a imagem de Euridice no céu, formada pelas estrelas.

## Orquestração
Apesar da orquestração aqui apresentada, geralmente a instrumentação varia entre fontes (livros, manuscritos), e também varia com o seu executante.
- 1 flauta
- 1 regale
- 1 clarino
- 2 cravos
- 2 cornetas
- 2 órgãos de madeira
- 3 trombetas
- 4 trombones
- Instr.: de cordas : 1 harpa, 2 violas, 2 guitarras, 2 contrabaixos, 10 violinos

## Características
A obra começa com uma Toccata, exclusivamente instrumental, que adota um conjunto orquestral variado. Segue-se um prólogo que tem como fim, ao contrário do prólogo francês, captar a atenção do público e contrapor forças, como as qualidades e defeitos do ser humano. Contém 5 atos bem definidos a nível musical e ritornellos (interlúdios orquestrais que unificam a ação). Os coros (representam figurantes, como ninfas e pastores) realizam comentários à ação. Alterna árias, recitativos e arioso (invenção de Monteverdi que fica entre o recitativo e a ária). Uma obra que mostra a passagem do modalismo para a tonalidade, onde o baixo-contínuo é usado constantemente e o texto é soberano da música.